# كأس بطولة الولايات المتحدة المفتوحة 2008
كأس بطولة الولايات المتحدة المفتوحة 2008 (بالإنجليزية: 2008 U.S. Open Cup)‏ هو الموسم 95 من كأس بطولة الولايات المتحدة المفتوحة. أقيم خلال الفترة 10 يونيو 2008 وحتى 3 سبتمبر 2008، وأشرف على تنظيمه اتحاد الولايات المتحدة لكرة القدم، وكان عدد الأندية المشاركة فيه 40، وفاز فيه دي.سي. يونايتد.